# Haider al-Abadi
Haider Jawad Kadhim Al-Abadi (arabiska: حيدر جواد كاظم العبادي), född 25 april 1952, är en irakisk politiker, som var Iraks premiärminister från 8 september 2014 till 25 oktober 2018.